# Nurlatsky (huyện)
Huyện Nurlatsky (tiếng Nga: ? райо́н) là một huyện hành chính tự quản (raion), của Tatarstan, Nga. Huyện có diện tích 2301 km², dân số thời điểm ngày 1 tháng 1 năm 2000 là 30000 người. Trung tâm của huyện đóng ở Nurlat.